# مارت وورکلائو
مارت وورکلائو (استونیایی: Mart Võrklaev؛ زادهٔ ۳۰ مهٔ ۱۹۸۴) سیاستمدار اهل استونی است. وی عضو مجلس استونی است.